# Shasta Lake (California)

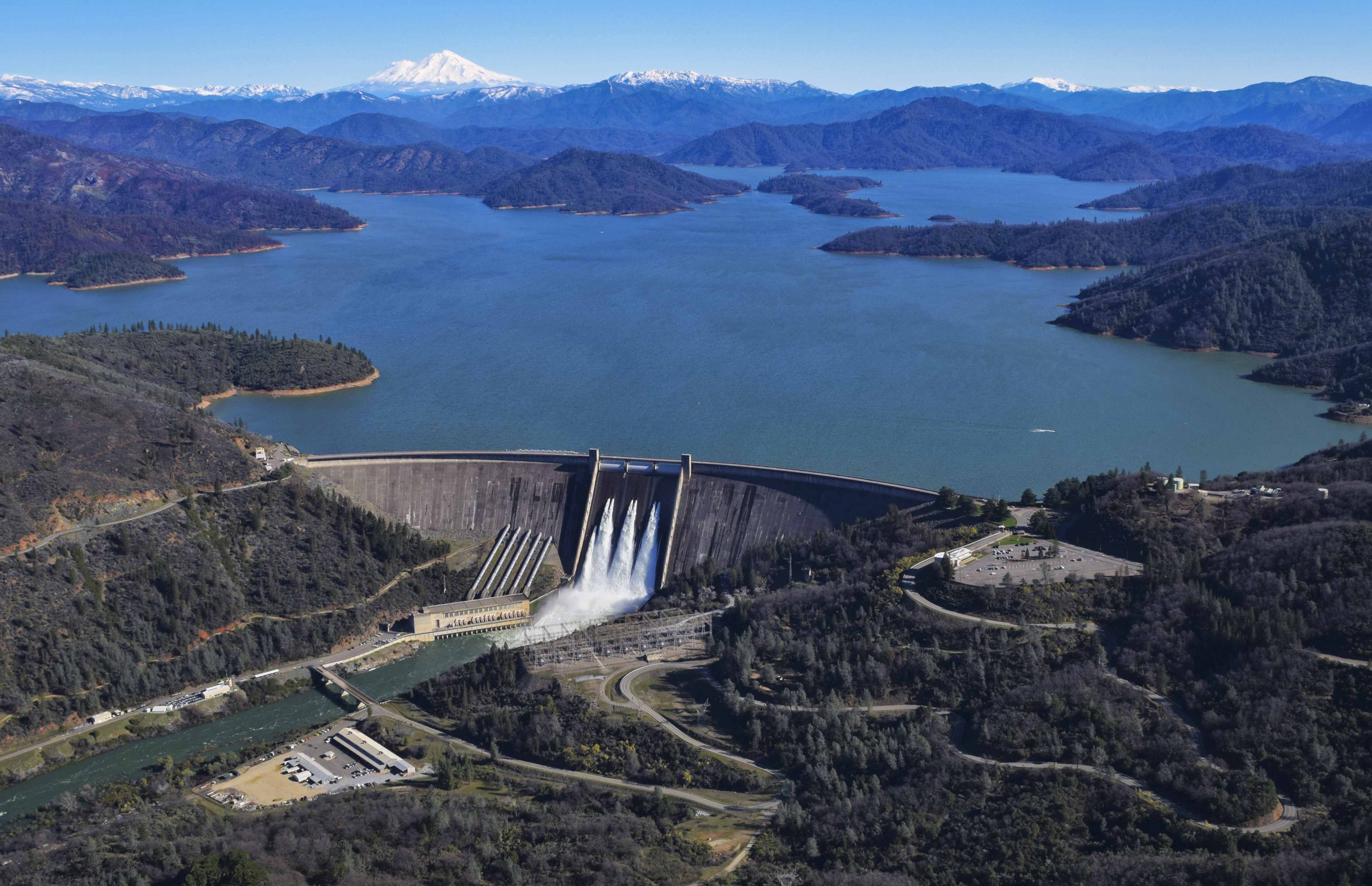
Vista de la represa

Shasta Lake es una ciudad ubicada en el condado de Shasta, California Estados Unidos. Según el censo de 2020, tiene una población de 10 371 habitantes.

## Geografía
Según la Oficina del Censo, la ciudad tiene un área total de 28.30 km², de la cual 28.29 km² es tierra y 0.01 km² es agua.

## Demografía
Según el censo del año 2000, los ingresos medios de los hogares de la localidad eran de $26.275 y los ingresos medios de las familias eran de $33.010. Los hombres tenían unos ingresos medios de $31.418 frente a $20.951 para las mujeres. Los ingresos per cápita eran de $13.678. Alrededor del 16.5% de las familias y del 20.1% de la población estaban por debajo del umbral de pobreza.
De acuerdo con la estimación 2016-2020 de la Oficina del Censo, los ingresos medios de los hogares de la localidad son de $48.257 y los ingresos medios de las familias son de $58.032. Los ingresos per cápita en los últimos doce meses, medidos en dólares de 2020, son de $24.483. Alrededor del 16.8% de la población estaba por debajo del umbral de pobreza.